# Sir Psycho Sexy
"Sir Psycho Sexy" é uma canção da banda de rock Red Hot Chili Peppers, de seu álbum de 1991 Blood Sugar Sex Magik. É a décima sexta faixa no álbum, e em um tempo total de mais de 8 minutos, é a mais longa música do Red Hot Chili Peppers que já apareceu em um de seus álbuns de estúdio original, sendo a segunda mais longa "Deep Kick" de seu álbum de 1995 One Hot Minute, que tem pouco mais de seis minutos e meio.

## Informações
"Sir Psycho Sexy"' tem letras que são sobre o caráter ficcional do mesmo nome dizendo de bizarras proezas sexuais. O personagem é amplamente considerado como uma representação exagerada e fantasiosa do cantor Anthony Kiedis. A letra pode ser o uma dos Chilis mais explícita, talvez até superando a notoriedade adquirida com a sua canção "Party On Your Pussy" (anteriormente "Special Secret Song Inside") de alguns anos antes.
Juntamente com as letras, o estilo musical da primeira metade da música tem todas as características dos primeiros anos dos Chilis como o carregado groove de rock, funk e rap sobre sexo. No entanto, o estilo muda progressivamente, até o final deslocando em um prolongado, a secção rítmica altamente melódico antes de ir lentamente desaparecendo. A música, basicamente, resume todo o álbum, mesmo com algumas letras soando muito parecido com outras canções do álbum (por exemplo, uma letra "take it away" cantava no estilo do refrão de "Give It Away")

## Créditos
- Flea – baixo , backing vocals
- John Frusciante – guitarras, backing vocals
- Anthony Kiedis – vocal
- Chad Smith – bateria